# 최정훈 (축구 선수)
최정훈(1999년 3월 9일 ~ ) 은 대한민국의 축구 선수로, 포지션은 윙어, 풀백이다. 현재 K리그1 강원 FC 소속이다.

## 클럽 경력
최정훈은 2018시즌을 앞두고 우선지명을 통해 수원 삼성 블루윙즈에 입단했다.
2020시즌을 앞두고 K리그2의 전남 드래곤즈로 임대 이적했다.